# Nicole Koller
Nicole Koller (Wetzikon, 2 maggio 1997) è una ciclista su strada, mountain biker e ciclocrossista svizzera che gareggia per il team Ghost Factory Racing. Già campionessa del mondo 2014 di cross country Juniores, nel 2022 ha vinto la medaglia d'oro nella staffetta a squadre ai campionati del mondo su strada a Wollongong.

## Palmarès

### Strada

#### Altri successi
- 2022 (Ghost Factory Racing)

Campionati del mondo, Staffetta mista (con la Nazionale svizzera)

### Mountain biking
- 2014 (Juniores)

Campionati del mondo, Cross country Juniores
prova UCI Junior Series, Cross country Juniores (Nové Město na Moravě)
- 2015 (Juniores)

Ötztaler Mountainbike Festival, Cross country Juniores (Haiming)
BMC Racing Cup, Cross country Juniores (Gränichen)
Campionati svizzeri, Cross country Juniores

### Ciclocross
- 2020-2021

Campionati svizzeri, Prova Elite

## Piazzamenti

### Competizioni mondiali
- Campionati del mondo su strada

Richmond 2015 - In linea Juniores: 17ª
Fiandre 2021 - Staffetta mista: 4ª
Fiandre 2021 - In linea Elite: ritirata
Wollongong 2022 - Staffetta mista: vincitrice
Wollongong 2022 - In linea Elite: ritirata
Glasgow 2023 - Staffetta mista: vincitrice
- Campionati del mondo di MTB[2]

Hafjell 2014 - Cross country Juniores: vincitrice
Vallnord 2015 - Cross country Juniores: 3ª
Nové Město na M. 2016 - Cross country Under-23: 7ª
Cairns 2017 - Cross country Under-23: 7ª
Lenzerheide 2018 - Cross country Under-23: 9ª
Mont-Sainte-Anne 2019 - Cross country Under-23: 12ª
Leogang 2020 - Cross country Elite: 16ª
Val di Sole 2021 - Staffetta: 5ª
Val di Sole 2021 - Cross country short trak: ritirata
Val di Sole 2021 - Cross country Elite: 41ª
Les Gets 2022 - Cross country Elite: 31ª
- Campionati del mondo di MTB marathon

Grächen 2019 - Elite: 23ª
- Campionati del mondo di ciclocross[3]

Bieles 2017 - Under-23: 14ª
Bogense 2019 - Under-23: 8ª

### Competizioni europee
- Campionati del mondo su strada

Nyon 2014 - In linea Juniores: 2ª
- Campionati europei di MTB[2]

St. Wendel 2014 - Cross country Juniores: 2ª
Chies d'Alpago 2015 - Cross country Juniores: 2ª
Jönköping 2016 - Cross country Under-23: 10ª
Darfo Boario T. 2017 - Cross country Under-23: 4ª
Graz-Stattegg 2018 - Cross country Under-23: 11ª
Brno 2019 - Cross country Under-23: 7ª
Monte Tamaro 2020 - Cross country Elite: 9ª
Novi Sad 2021 - Cross country Elite: 22ª
Monaco di Baviera 2022 - Cross country Elite: 19ª
- Campionati europei di ciclocross[3]

Pontchâteau 2016 - Under-23: 6ª